# CD3 (иммунология)
CD3 (англ. Cluster of Differentiation 3) — мультипротеиновый комплекс на поверхности Т-лимфоцитов, являющийся основным корецептором Т-клеточного рецептора. У млекопитающих образован 4 субъединицами: CD3γ, CD3δ и двумя CD3ε. В функции комплекса CD3 входит передача сигналов в клетку, а также стабилизация Т-клеточного рецептора на поверхности мембраны. Один из белков кластера дифференцировки.